# Jonathan Kaplan
Jonathan Kaplan (París, 25 de noviembre de 1947 - Los Ángeles, California, 1 de agosto de 2025) fue un productor y director franco-estadounidense. Su película The Accused (1988) permitió que la actriz Jodie Foster ganara su primer Premio Oscar por Mejor Actriz y estuvo nominado para el Oso de oro en el 39° festival de cine Internacional de Berlín. Kaplan recibió cinco nominaciones al premio Emmy por dirigir y producir la serie ER.

## Vida y carrera
Kaplan nació en París, Francia. Es el hijo del compositor Sol Kaplan y la actriz Frances Heflin, y el sobrino de Van Heflink. Es el hermano de las actrices Nora Heflin y Mady Kaplan.
Kaplan inició su carrera como un niño actor en la producción de Broadway de The Dark at the Top of the Stairs, dirigida por Elia Kazan. Obtuvo un Bachelor of Arts en la Universidad de Chicago antes de estudiar cine en Universidad de Nueva York, donde hizo el cortometraje galardonado, Stanley (1965).
Kaplan trabajaba en Filmore East en Nueva York, realizando edición, cuando recibió una oferta de Roger Corman para dirigir Night Call Nurses (1972); Kaplan había sido recomendado por Martin Scorsese, quién había enseñado al director en la Universidad de Nueva York.
Kaplan hizo la película y regresó a Nueva York. Fue un éxito y Corman le ofreció otra película, The Student Teachers (1973), el cual él también coescribió y coeditó.
Al inicio de la década de 1980 Kaplan dirigido algunas películas para televisión y vídeoclips, incluyendo varios de John Cougar Mellencamp y la canción "Infatuation" de Rod Stewart en 1984. También dirigió Heart Like a Wheel (1983) y el thriller de ciencia ficción Proyecto X (1987).
Su carrera resurgió en 1988, cuando The Accused permitió que Jodie Foster ganara su primer Oscar, por Mejor Actriz. Largometraje de perfil alto que dirige los trabajos siguieron: Immediate Family (1989) con Glenn Close, Unlawful Entry (1992) con Kurt Russell, y su dirección de Michelle Pfeiffer en  Love Field (1992) le otorgó una nominación al premio de Academia como Actriz Mejor en 1993. Su último largometraje teatral fue Brokedown Palace (1999) con Claire Danes.
Desde la década de 1990 Kaplan principalmente ha trabajado como director televisivo.

## Filmografía seleccionada
- Night Call Nurses (1972)
- The Student Teachers (1973)
- The Slams (1973)
- Truck Turner (1974)
- White Line Fever (1975)
- Mr. Billion (1977)
- Over the Edge (1979)
- 11th Victim (1979, TV movie)
- The Gentleman Bandit (1981, película de televisión)
- Girls of the White Orchid (1983, película de televisión)
- Heart Like a Wheel (1983)
- Proyecto X (1987)
- The Accused (1988)
- Immediate Family (1989)
- Unlawful Entry (1992)
- Love Field (1992)
- Fallen Angels (1993, serie de televisión)
- Rebel Highway: Reform School Girl (1994, serie de televisión)
- Bad Girls (1994)
- Picture Windows (1995,serie de televisión)
- ER (1997, serie de televisión)
- Brokedown Palace (1999)
- Crossing Jordan (2005, TV series)
- Law and Order: Special Victims Unit (2005–presente, serie de televisión)
- Without a Trace (2006–2009, serie de televisión)
- Brothers and Sisters (2010, serie de televisión)